# Jerzy Połomski śpiewa
Jerzy Połomski śpiewa – drugi longplay polskiego piosenkarza Jerzego Połomskiego, wydany w 1966 nakładem wydawnictwa muzycznego Polskie Nagrania „Muza”. Album zawiera 14 utworów wokalisty.
W 2001 Polskie Nagrania Muza wydały na płycie kompaktowej reedycję albumu, poszerzoną o utwory „Gdzie jest mój dom”, „Aleje, młodość i jaśminy”, „To był żart” oraz „Za kilka lat”. 

## Lista utworów
Opracowano na podstawie materiału źródłowego.
Strona A
1. „Róża była czerwona” (muz. Gerd Natschinski, sł. Wanda Sieradzka de Ruig)
2. „Mój dom na Ciebie czeka” (muz. Arno Babadżanian, sł. Edward Fiszer)
3. „Jeszcze nie wierzę” (muz. Salvatore Adamo, sł. Janusz Kondratowicz)
4. „Ach co za noc” (muz. Don Gibson, sł. Zbigniew Stawecki)
5. „Jak to dziewczyna” (muz. Stefan Rembowski, sł. Andrzej Bianusz)
6. „My dear Clementine” (muz. i sł. Tadeusz Dobrzyński)
7. „Arlekin” (muz. Emil Dymitrow, sł. Roman Sadowski)

Strona B
1. „Dom wschodzącego słońca” (muz. i sł. Alan Price)
2. „Formidable” (muz. i sł. Charles Aznavour)
3. „Co mówi wiatr” (muz. Piotr Czajkowski, sł. Zbigniew Stawecki)
4. „Jak cię odnaleźć” (muz. Jacek Szczygieł, sł. Wojciech Młynarski)
5. „Wszędzie ty” (muz. Jerzy Wieczorkowski, sł. Jerzy Miller)
6. „Ty mi to powiesz” (muz. Bogusław Klimczuk, sł. Ludwik Górski)
7. „Idę sam” (muz. Jan Czekalla, sł. Zbigniew Kaszkur, Zbigniew Zapert)